# Ton cœur est mon cœur
Pour les articles homonymes, voir My Heart Belongs to Daddy (homonymie).
Pour plus de détails, voir Fiche technique et Distribution.
Ton cœur est mon cœur (titre original : My Heart Belongs to Daddy) est un film américain de Robert Siodmak réalisé en 1942, avec Richard Carlson et Martha O'Driscoll.

## Synopsis
Un professeur distingué trouve sa vie bien ordonnée à l'envers après avoir été forcé d'accueillir une veuve enceinte.

## Fiche technique
- Titre original : My Heart Belongs to Daddy
- Réalisation : Robert Siodmak
- Scénario : F. Hugh Herbert
- Directeur de la photographie : Daniel L. Fapp
- Montage : Alma Macrorie
- Direction artistique : Haldane Douglas, Hans Dreier
- Ingénieur du son : Gene Merritt
- Producteur : Sol C. Siegel
- Pays : États-Unis
- Langue : Anglais
- Couleurs : Noir et blanc
- Format : 1.37 : 1
- Son : Mono (Western Electric Microphonic Recording)
- Durée : 75 minutes
- Date de sortie : 
  - États-Unis : 7 novembre 1942

## Distribution
- Richard Carlson : Prof. Richard Inglethorpe Culbertson Kay, dit "R.I.C. Kay" ou "Rick"
- Martha O'Driscoll : Joyce Whitman
- Cecil Kellaway : Alfred Fortescue
- Frances Gifford : Grace Saunders
- Florence Bates : Mme Saunders
- Mabel Paige : Eckles, l'infirmière
- Velma Berg : Babs Saunders
- Francis Pierlot : Dr Mitchell
- Ray Walker : Eddie Summers, chef de bande
- Fern Emmett : Joséphine, la servante
- Milt Kibbee : le chauffeur
- Betty Farrington : la cuisinière
- Charles C. Wilson : M. Jepson